# البايرة (فلم)
البايرة فيلم كوميدي مغربي من إنتاج سنة 2013 للمخرج محمد عبد الرحمن التازي. وبطولة صلاح الدين بنموسى، مليكة العمري، نعيمة إلياس، وآخرون.

## القصة
مضيفة طيران فاتها سن الزواج، يحاول عمها كبير الأسرة البحث لها عن زوج، تقبل الفتاة بكل عريس يتقدم إليها، لكنه ولأسباب غير معلومة يهرب، فتلجأ لأحد الدجالين لمعرفة سبب هروب العرسان، وإذا بها تكتشف أن العم يبحث عن مصالحه الشخصية فقط لإتمام هذه الزيجة.

## طاقم التمثيل
- صلاح الدين بنموسى
- مليكة العمري
- نعيمة إلياس
- فريدة بوعزاوي
- زينب سمارة
- ياسر ترجوماني

## روابط خارجية
- مقالات تستعمل روابط فنية بلا صلة مع ويكي بيانات